# Muntiacus atherodes
Il muntjak del Borneo (Muntiacus atherodes Groves e Grubb, 1982), noto anche come muntjak giallo del Borneo, è una specie di muntjak originaria delle foreste umide del Borneo, dove coabita con un suo stretto parente, il muntjak della Sonda. Molto simile a quest'ultimo, ben più comune, è stato riconosciuto come specie a parte piuttosto recentemente e non è mai stato studiato a fondo. Viene considerato una specie relitta.

## Descrizione
Oltre che per la colorazione gialla del mantello, si differenzia dal più comune cugino M. muntjak anche per i palchi, che misurano soltanto 7 cm di lunghezza.

## Distribuzione e habitat
Questa specie è endemica del Borneo ed è molto diffusa su tutta l'isola, sia sul territorio indonesiano (Kalimantan) che su quello della Malaysia (Sabah e Sarawak) e, seppure non sia mai stato avvistato nel Brunei, è probabile che viva anche là. Il muntjak del Borneo è presente in quasi tutte le riserve forestali del Sarawak, comprese le aree protette di Bako, Lanjak-Entimau, Similajau, Lambir Hills, Samunsam, Gunung Gading, Mulu e Niah, nonché nelle foreste secondarie attorno alla zona di Bintulu e nelle piantagioni di palma da olio a nord-est della stessa città.

## Biologia
Si nutre di erba, semi e frutti ed è maggiormente attivo nelle ore diurne, sebbene talvolta lo sia anche di notte. Vive in piccoli territori personali e si sposta da solo o in coppia. Il comportamento riproduttivo è sconosciuto.